# Decarboxylasehemmer
Als Decarboxylasehemmer (auch Decarboxylase-Hemmstoffe, DDCI bzw. DDI (DOPA-Decarboxylase-Inhibitor)) werden in der Medizin pharmakologische Wirkstoffe bezeichnet, die das Enzym DOPA-Decarboxylase inhibieren. Sie werden bei der Behandlung des Morbus Parkinson zusammen mit Levodopa eingesetzt. Dieses Kombinationsprinzip ist grundsätzlich seit 1960 bekannt, heute gilt die alleinige Gabe von Levodopa als obsolet, d. h. nicht mehr zeitgemäß.
Es sind heute fünf Hemmstoffe der DOPA-Decarboxylase bekannt:
- Benserazid – DL-Serin-2-(2,3,4-trihydroxybenzyl)-hydrazid
- Carbidopa – (−)-L-α-Hydrazino-3,4-dihydroxy-α-methylhydrozimtsäure
- L-Serin-2-(2,3,4-trihydroxybenzyl)-hydrazid
- Glycin-2-(2,3,4-trihydroxybenzyl)-hydrazid
- L-Tyrosin-2-(2,3,4-trihydroxybenzyl)hydrazid

Trotzdem finden im Wesentlichen nur Benserazid und Carbidopa in verschiedenen Kombipräparaten medizinische Verwendung.

## Wirkmechanismus

Decarboxylasehemmer blockieren einen von zwei Wegen, durch die Levodopa inaktiviert werden kann, bevor es das zentrale Nervensystem erreicht, nämlich den Abbau durch das Enzym AADC. Der zweite Weg wird von COMT-Hemmern blockiert.

Decarboxylasehemmer verhindern die Abspaltung der Carboxygruppe (–COOH) des Levodopa durch Aromatische-L-Aminosäure-Decarboxylasen, die im menschlichen Körper vornehmlich in Darm und Blutkreislauf vorhanden sind.
Der Wirkung der Decarboxylasehemmer beruht auf zwei Tatsachen: Zum einen ist Levodopa nach der Decarboxylierung zu Dopamin nicht mehr in der Lage die Blut-Hirn-Schranke zu passieren und an seinen Wirkort zu gelangen. Durch die Verhinderung der Decarboxylierung vor der Passage der Blut-Hirn-Schranke gelangt mehr Levodopa ins Zentralnervensystem (ZNS) und kann dort wirksam werden. Auf der anderen Seite können die Hemmstoffe nicht in das ZNS gelangen. Somit verringern sie ausschließlich die vorzeitige Metabolisierung von Levodopa in der Körperperipherie, die gewünschte Decarboxylierung im ZNS wird nicht beeinflusst.

## Nutzen
Wird Levodopa als Einzelpräparat gegeben, verringert sich sein therapeutische Effekt im Laufe einer jahrelangen Behandlung so weit, dass auch eine Dosiserhöhung bis an die Grenze der Verträglichkeit keinen Nutzen mehr bringt. Durch den Einsatz der Decarboxylasehemmer kann dieser Effekt deutlich abgemildert werden. Deshalb wird eine Einzeltherapie mit Levodopa heute nicht mehr durchgeführt, in Deutschland sind ausschließlich Kombinationspräparate erhältlich.